# 천국의 말썽
《천국의 말썽》(Trouble In Paradise)은 미국에서 제작된 에른스트 루비치 감독의 1932년 코미디, 멜로/로맨스 영화이다. 미리엄 홉킨스 등이 주연으로 출연하였고 에른스트 루비치 등이 제작에 참여하였다.

## 출연

### 주연
- 미리엄 홉킨스
- 케이 프랜시스
- 허버트 마셜

### 조연
- 찰스 러글스
- 에드워드 에버렛 호턴
- C. 오브리 스미스
- 로버트 그레그

## 기타
- 미술: 한스 드라이어
- 의상: 트래비스 밴턴